# Panilla petrina
Panilla petrina är en fjärilsart som beskrevs av Butler 1879. Panilla petrina ingår i släktet Panilla och familjen nattflyn. Inga underarter finns listade i Catalogue of Life.